# Soweto Open 2010
Die Soweto Open 2010 war ein Tennisturnier der ATP Challenger Tour 2010 für Herren und ein Tennisturnier des ITF Women’s Circuit 2010 für Damen in Johannesburg. Sie fanden zeitgleich vom 12. bis 17. April 2010 statt.